# Heliodines
Heliodines is een geslacht van vlinders van de familie roestmotten (Heliodinidae), uit de onderfamilie Orthoteliinae.

## Soorten
- H. albiciliella Busck, 1909
- H. aureoflamma Walsingham, 1897
- H. bella Chambers, 1875
- H. ciccella Barnes & Busck, 1920
- H. choneuta Meyrick, 1915
- H. demarcha Meyrick, 1917
- H. extraneella Walsingham, 1881
- H. ionis Clarke, 1952
- H. isoleura Meyrick, 1917
- H. loriculata Meyrick, 1932
- H. metallicella Busck, 1909
- H. nyctaginella Gibson, 1914
- H. perichalca Meyrick, 1912
- H. princeps Meyrick, 1906
- H. quinqueguttata Walsingham, 1897
- H. roesella (Linnaeus, 1758) - roestmot
- H. schulzella Fabricius, 1794
- H. sexguttella Walker, 1864
- H. sexpunctella Walsingham, 1892
- H. tripunctella Walsingham, 1892
- H. unipunctella Walsingham, 1892
- H. urichi Busck, 1910